# Hartmut Bremer
Hartmut Bremer (* 1. Februar 1945 in Dobbertin; † 6. Dezember 2018) war ein deutscher Maschinenbauingenieur und Hochschullehrer. Er war Universitätsprofessor für Robotik an der Johannes Kepler Universität Linz, Präses des Fachbereichs Mechatronik und leitete das Institut für Robotik.

## Leben
Nach seinem Abitur am Internatsgymnasium Schloss Plön 1964 absolvierte Hartmut Bremer ein einjähriges Hotelpraktikum in Dénia/Spanien. Nach dreijähriger Militärdienstzeit und anschließender Ausbildung zum Hotelkaufmann an der Hotelfachschule in Tegernsee und Bad Wiessee begann er im Wintersemester 1969/70 sein Maschinenbaustudium an der Technischen Universität München, das er im März 1974 mit dem Diplom abschloss, anschließend Promotion (1978, P.C. Müller) und Habilitation (1982, Kurt Magnus). 1983 trat er seine Stelle als Privatdozent für Mechanik an der TU München (Friedrich Pfeiffer) an, ab 1990 war er dort als außerplanmäßiger Professor tätig. Ab 1995 forschte und lehrte er an der Johannes Kepler Universität (JKU) Linz, wo er das Institut für Robotik leitete und Präses für die Studienrichtung Mechatronik war. Er emeritierte am 1. Oktober 2013 und war noch bis 2014 in der Lehre an der JKU tätig.
Hartmut Bremer starb am 6. Dezember 2018 im Alter von 73 Jahren.

## Arbeits- und Forschungsschwerpunkte
- Methodologie allgemeiner mechanischer und mechatronischer Systeme
- Dynamik und Regelung starrer und elastischer Mehrkörpersysteme

## Preise
- Houskapreis 2008 (2. Platz): Entwicklung eines flexiblen Leichtbauroboters